# Synodontis iturii
Synodontis iturii là tên của một loài cá da trơn bơi lộn ngược và là loài đặc hữu của Cộng hòa Dân chủ Congo. Hiện nay, chúng được biết là chỉ có mặt ở sông Ituri
. Năm 1911, nhà ngư học, động vật học người Áo Franz Steindachner đã mô tả loài cá này dựa trên mẫu vật thu thập được ở sông Iturii. Tên loài Iturri được đặt dựa trên nơi chúng được tìm thấy là sông Iturri.

## Mô tả
Tương tự như tất cả các loài trong chi Synodontis, phần xương trên đầu của nó trải rộng ra phía sau giống như tia vây đầu tiên của vây lưng và có gai cứng, có thể mở rộng ra khi mở mang. Chúng có 3 cặp râu, 1 cặp ở hàm trên, 2 cặp còn lại ở hàm dưới. Vây mỡ (phần vây nằm giữa vây lưng và vây đuôi) thì to còn vây đuôi thì chia ra làm hai.
Vây ngực và vây lưng thì có gai, và nó có thể di chuyển theo ý muốn của nó hoặc "khóa" lại tại một điểm để tự vệ. Khả năng này có được là do gai dính với những cái xương nhỏ, một khi giương cái gai lên thì không bị hạ xuống bởi áp lực ở đỉnh gai.
Hàm trên của chúng có răng hình cái đục, còn hàm dưới thì có những cái răng có thể di chuyển, hình chữ S.
Khi trưởng thành, chúng có thể đạt đến chiều dài 20,5 xentimét (8,1 in). Nhìn chung, thì con cái to hơn con đực dù cùng lứa tuổi với nhau.

## Môi trường sống và tập tính
Trong tự nhiên, Synodontis iturri chỉ được tìm thấy ở sông Iturri. Nó bị đánh bắt vì mục đích tiêu dùng. Mối đe dọa chủ yếu của loài cá này là nạn phá rừng do đào mỏ hoặc chiến tranh trong khu vực.
Tương tự như nhiều loài cùng chi, chúng là loài ăn tạp như ấu trùng côn trùng, tảo, động vật chân bụng, động vật giáp xác, sò và trứng của những loài cá khác.. Hành vi hay những gì liên quan đến việc sinh sản của hầu hết các loài Synodontis thì gần như chưa được biết đến, ngoại trừ việc có được số lượng trứng của các con cái mang thai. Mùa sinh sản thì có lẽ diễn ra vào mùa lũ từ tháng 7 đến tháng 10, rồi chúng bắt cặp và bơi cùng nhau đến hết mùa sinh sản. Tốc độ phát triển của chúng tăng nhanh vào năm đầu tiên rồi giảm dần theo từng năm.